# ستانلي كوهين
ستانلي كوهين (بالإنجليزية: Stanley Cohen)‏ (17 نوفمبر 1922 - 5 فبراير 2020) هو عالم كيمياء حيوية أمريكي، حصل على جائزة نوبل في الطب سنة 1986 مناصفة مع ريتا ليفي مونتالشيني. يعمل باحثاً وأستاذاً أكاديمياً في مدرسة الطب بجامعة فاندربلت في ناشفيل بولاية تينيسي.

## تدرجه العلمي
حصل كوهين على درجة البكالوريوس سنة 1943 من كلية بروكلين، حيث تخصص في مجالي الكيمياء والبيولوجيا، ثم عمل في مجال علم الأحياء الدقيقة في أحد مصانع الألبان، قبل أن يحصل سنة 1945 على ماجستير في علم الحيوان من كلية أوبرلين، ثم درجة الدكتوراه من قسم الكيمياء الحيوية بجامعة ميتشيغان سنة 1948.

## أبحاثه
في الخمسينيات عمل كوهين مع ريتا ليفي مونتالشيني (شريكته المستقبلية في جائزة نوبل) في جامعة واشنطن في سانت لويس، وتمكنا من عزل عامل نمو الأعصاب (بالإنجليزية: nerve growth factor)‏، ثم اكتشفا عامل نمو البشرة (بالإنجليزية: epidermal growth factor)‏، ثم واصل كوهين أبحاثه حول عوامل النمو الخلوية بعد انتقاله إلى جامعة فاندربلت سنة 1959، وقد أسهمت هذه الأبحاث بشكل ملموس في فهم كيفية حدوث السرطان وابتكار الأدوية اللازمة لعلاجه.

## الجوائز
حصل كوهين ـ إلى جانب جائزة نوبل في الطب سنة 1986 ـ على:
- جائزة لويزا غروس هورويتز من جامعة كولومبيا (مناصفة مع ريتا ليفي مونتالشيني) سنة 1983
- الوسام الوطني للعلوم سنة 1986
- وسام فرانكلين سنة 1987

## وصلات خارجية
- ستانلي كوهين على موقع الموسوعة البريطانية (الإنجليزية)
- ستانلي كوهين على موقع مونزينجر (الألمانية)
- ستانلي كوهين على موقع إن إن دي بي (الإنجليزية)

- جائزة نوبل في الطب أو الفسيولوجيا سنة 1986 (بالإنجليزية)
- أرشيف الحاصلين على جائزة نوبل: ستانلي كوهين (بالإنجليزية)
- الموقع الرسمي لجائزة لويزا غروس هورويتز (بالإنجليزية)